# Matthias Büchner
Matthias Büchner (* 30. Juni 1953 in Zella-Mehlis) ist ein deutscher Politiker des Neuen Forums (NF). Er war Mitglied des Thüringer Landtags in der 1. Wahlperiode 1990–1994.

## Ausbildung und Beruf
Büchner erlernte nach der Schule den Beruf des  Gärtners  und Blumenbinders (Abschluss 1974). Seit 1979 ist Matthias Büchner als freischaffender Maler und Grafiker tätig.

## Politisches Engagement ab 1989
1989 wurde Büchner zum Sprecher des Neuen Forums in der damals noch bestehenden DDR und ab 1990 in Thüringen. Büchner war bis 14. Oktober 1990 aktiv an der parlamentarischen Kontrolle bei der Auflösung des Ministeriums für Staatssicherheit beteiligt.

## Landtagsabgeordneter 1990–1994
Matthias Büchner kandidierte für den Thüringer Landtag und errang ein Mandat. Er war Abgeordneter im Thüringer Landtag in der 1. Wahlperiode 1990–1994 für das Neue Forum und gehörte zunächst zur Fraktion Neues Forum/Grüne/Demokratie Jetzt. Ab dem 22. Dezember 1992 war er – gemeinsam mit Siegfried Geißler – fraktionsloser Abgeordneter.
Für einen Eklat sorgten Büchner und Siegfried Geißler am 25. Oktober 1993 auf der Wartburg: Die Abgeordneten des Thüringer Landtags stimmten dort bei der feierlichen Landtagssitzung in letzter Lesung über Thüringens neue Verfassung ab – die dafür erforderliche Zwei-Drittel-Mehrheit war mit den Stimmen der Abgeordneten der CDU-, F.D.P.- und SPD-Fraktion gesichert. Der Ältestenrat des Thüringer Landtags hatte festgelegt, dass nur die Vorsitzenden der fünf Landtags-Fraktionen Gelegenheit zur Rede bekommen sollten. Damit waren die zwei fraktionslosen Abgeordneten – beide mit Mandat des Neuen Forums – nicht einverstanden. Sie meinten, dass ihnen ebenfalls ein Rederecht zustünde. Büchner versuchte während der Sitzung, sich Gehör zu verschaffen, wurde jedoch von Landtagspräsident Gottfried Müller nach drei Ordnungsrufen des Saales verwiesen. Da verließ auch Geißler aus Protest die Festsitzung. Beide schilderten dann vor der Tür den Medienvertretern ihre Sicht der Dinge.